# Klinika (ustanova)
Klinika je vrsta kliničke ustanove, manja zdravstvena ustanova specijalizirana za određenu granu medicinske djelatnosti. U Republici Hrvatskoj postoji pet javnih klinika, četiri u Zagrebu i jedna u Lovranu.

## Definicija
Klinička ustanova po hrvatskim zakonima smije biti samo ona zdravstvena ustanova u kojoj se provodi vrhunski stručni rad u praksi, koja provodi znanstvena i stručna istraživanja, vodi brigu o unaprjeđivanju nastave i nastavnih uloga djelatnika te nastavi daje istaknuto mjesto u okviru svoje osnovne djelatnosti. Klinika, klinička bolnica i klinički bolnički centar zdravstvene su ustanove ili njihov dio koje izvode kliničku nastavu temeljem nastavne potrebe. Nastavna (stručni studij) odnosno znanstvena (sveučilišni studij) područja su biomedicina i zdravstvo, te poslijediplomski stručni ili znanstveni studij iz istih područja. Ako dio zdravstvene ustanove obavlja poslove dijagnostike,  umjesto naziva »klinika« dodjeljuje se naziv »klinički zavod«. Unutarnji ustroj klinika čine zavodi i odjeli.

## Klinike
- Klinika za dječje bolesti Zagreb
- Klinika za infektivne bolesti "Dr. Fran Mihaljević" Zagreb
- Klinika za ortopediju Lovran
- Klinika za psihijatriju Vrapče
- Klinika za traumatologiju KBC-a "Sestre milosrdnice"

## Vanjske poveznice
- Klinika za infektivne bolesti Dr. Fran Mihaljević
- Klinika za ortopediju Lovran
- Klinika za traumatologiju KBC-a "Sestre milosrdnice"